# Иван Мај
Иван Мај (рођен 8. новембра 1995) је украјински парастонотенисер. Освојио је једну од бронзаних медаља у мушкој појединачној дисциплини Ц9 на Летњим параолимпијским играма 2020. одржаним у Токију, Јапан. Такође је освојио једну од бронзаних медаља у мушкој екипној дисциплини Ц9–10.